# Dâlma, Buzău
Dâlma este un sat în comuna Scorțoasa din județul Buzău, Muntenia, România. Se află în centrul județului, în depresiunea Policiori din Subcarpații de Curbură.